# Saint-André-le-Puy
 Saint-André-le-Puy  es una población y comuna francesa, situada en la región de Ródano-Alpes, departamento de Loira, en el distrito de Montbrison y cantón de Saint-Galmier.

## Demografía
| 595 | 653 | 662 | 1002 | 1151 | 1182 |
| Para los censos de 1962 a 1999 la población legal corresponde a la población sin duplicidades (Fuente: INSEE [Consultar]) |     |     |      |      |      |